# François-Guillaume Menageot

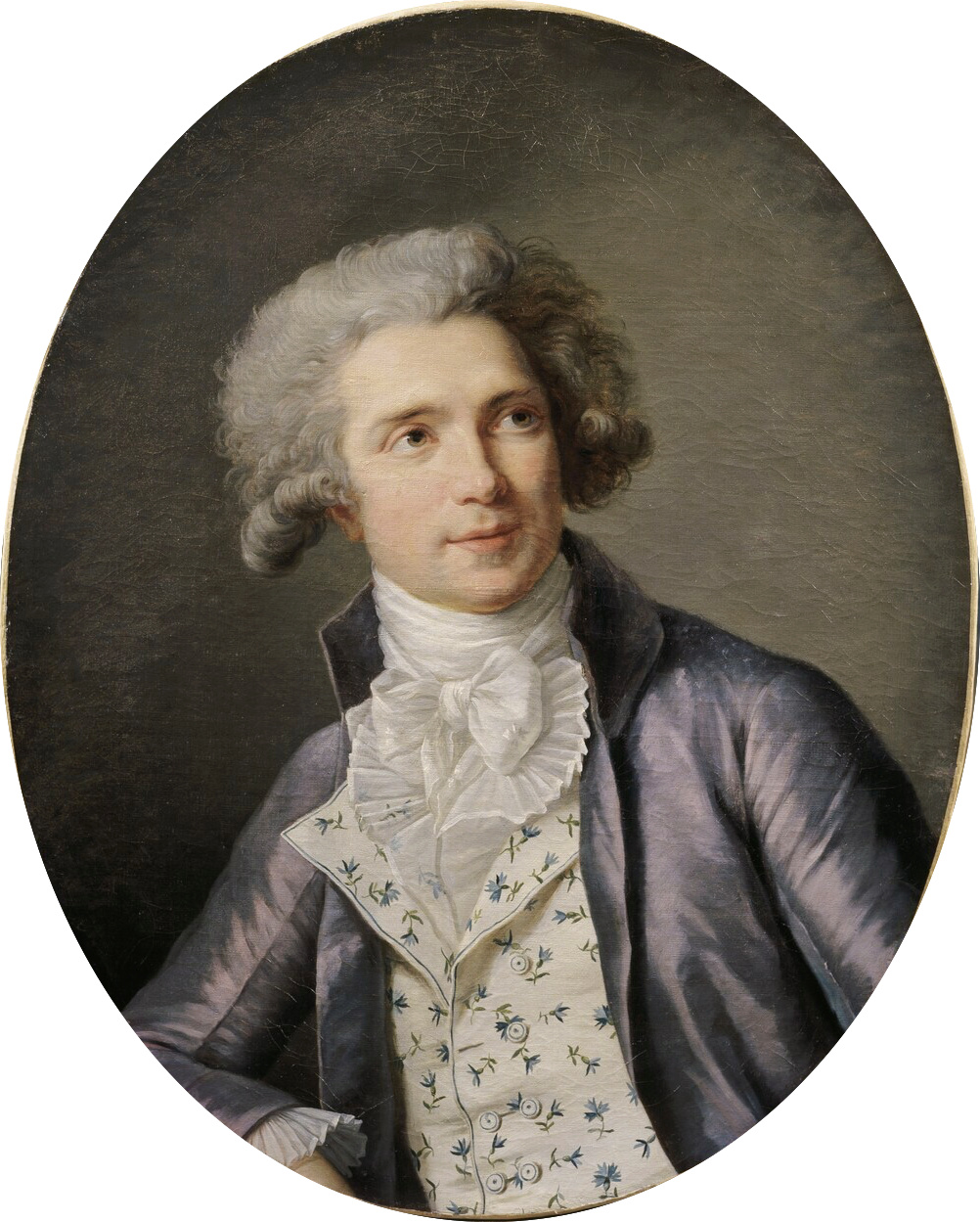
Marie-Victoire Lemoine, Retrato de François-Guillaume Ménageot, circa 1785

François-Guillaume Ménageot (Londres, 1744 - París, 1816) Pintor francés, cuya obra está compuesta esencialmente de escenas religiosas e históricas, a caballo entre el neoclasicismo y las primeras manifestaciones artísticas del romanticismo. Fue también director de la Academia de Francia en Roma y miembro del Instituto de Francia.

## Biografía

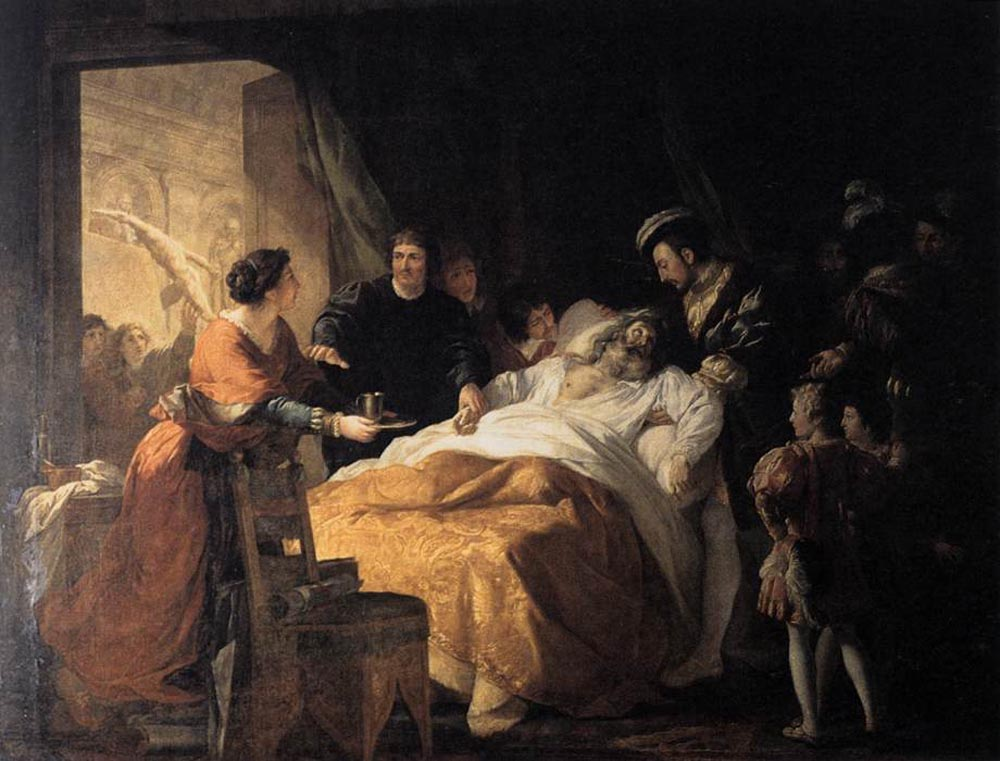
La muerte de Leonardo de Menageot, óleo sobre tela.

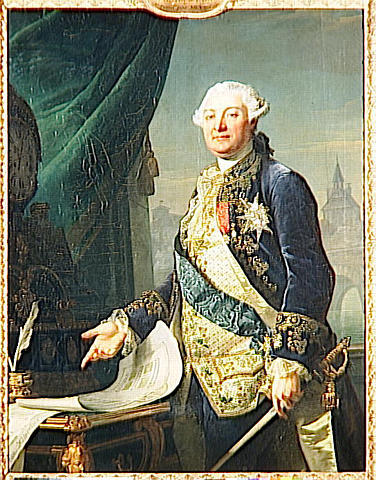
Retrato del Baron de Breteuil de François-Guillaume Menageot

François Guillaume Menageot nació en Londres, el 9 de julio de 1744. Su padre, Augustin Menageot (s.1700-1784), era un célebre marchante de cuadros, que aconsejó al respecto notablemente a Denis Diderot. El joven François fue alumno de Jean-Baptiste Deshays, después de Joseph-Marie Vien y finalmente de François Boucher (1703-1770), del cual adoptó en sus inicios el estilo y el gusto por los colores cálidos. Ganó el Premio de Roma en 1766 por su Tomiris, reina de los Masagetas dejando caer la cabeza de Ciro en una vasija llena de sangre (París, École Nationale Supérieure des Beaux-Arts). Residió en la Academia de Francia en Roma de 1769 a 1774.
En 1777, Menageot presentó como cuadro de consentimiento a la Academia Real de pintura Los adioses de Políxena a Hécuba (Chartres, Musée des Beaux-Arts); fue admitido como miembro de la Academia en 1780 con El estudio deteniendo el tiempo (París, École Nationale Supérieure des Beaux-Arts). Presentó en el Salón de pintura de 1781 su Leonardo da Vinci muriendo en los brazos de Francisco I de Francia (Museo del Hotel Diêu, en Beaune), una reflexión sobre La muerte de Germánico de Nicolas Poussin (1594-1665).

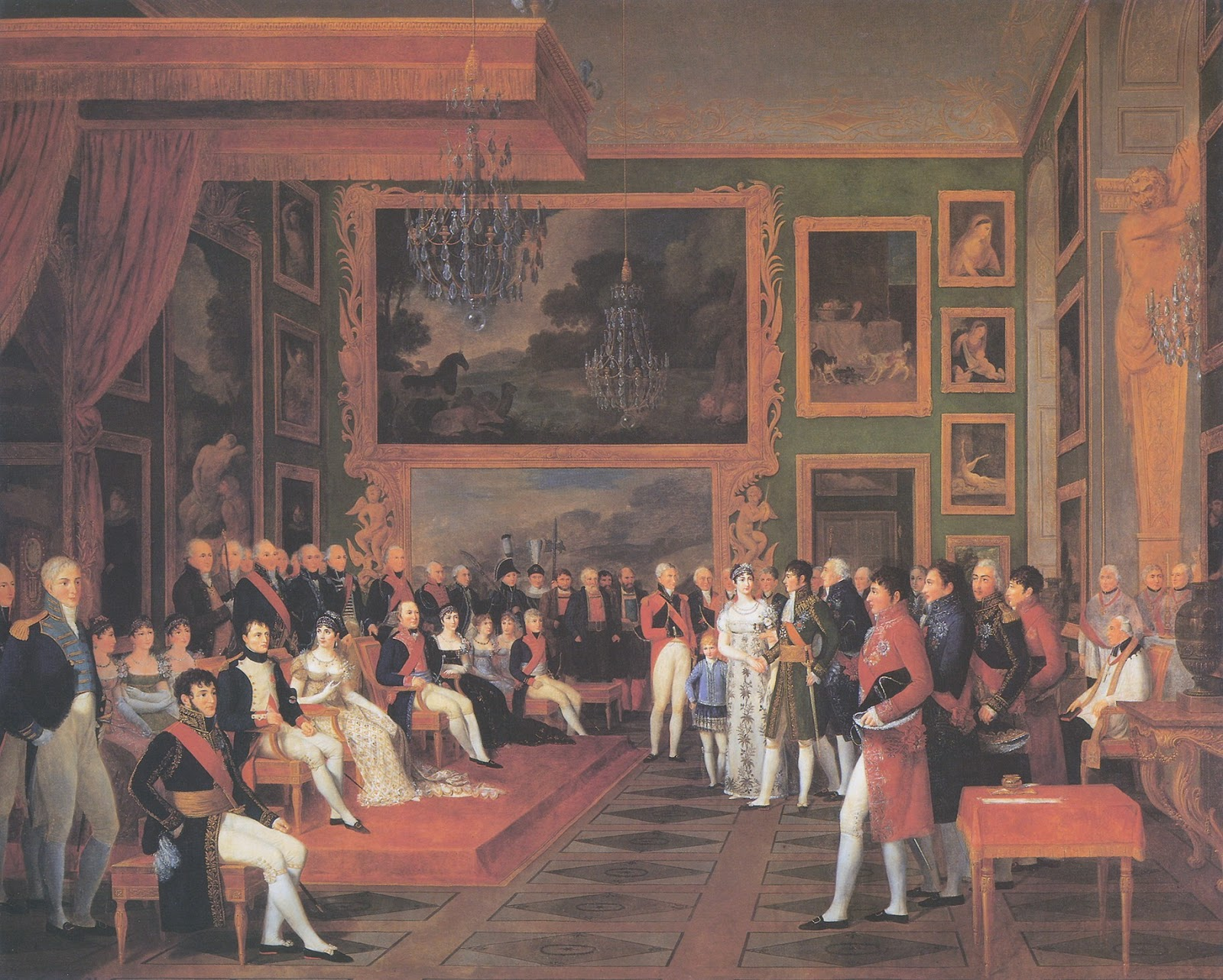
Matrimonio del príncipe Eugène de Beauharnais con la princesa Amelia de Baviera en Múnich de Menageot, óleo sobre tela.

En 1878 es nombrado director de la Academia de Francia de Roma, puesto para el que fue preferido a Jacques Louis David (1748-1825), y que ocupó hasta 1792, año en que el puesto fue suprimido. Su reputación y estima era suficiente en 1800 como para figurar en la lista de los diez mejores pintores franceses, establecida por Jean-Baptiste-Pierre Le Brun a petición de Lucien Bonaparte. En 1808 pintó el Matrimonio del príncipe Eugène de Beauharnais con la princesa Amelia de Baviera en Múnich (Versailles, musée national du château et des Trianons). Condecorado con la Legión de Honor, fue nombrado miembro del Instituto de Francia en 1809. Murió el 4 de octubre de 1816 en París.
François Guillaume Menageot fue parte de los artistas que condujeron la pintura francesa hacia el Gran Género, introduciendo innovaciones como composiciones más horizontales, un drapeado más escultural y colores más fríos en las decoraciones monumentales. El Louvre posee un Retrato del Barón de Breteuil realizado por Menageot, siendo el retrato un género que abordó raramente.